# 쎄크리파이스
《쎄크리파이스》(Sacrifice)는 미국에서 제작된 마크 L. 레스터 감독의 2000년 액션, 공포, 스릴러 영화이다. 마이클 매드슨 등이 주연으로 출연하였고 데이너 두보브스키 등이 제작에 참여하였다.

## 출연

### 주연
- 마이클 매드슨
- 보킴 우드바인

### 조연
- 다이앤 파
- 데보라 쉘톤
- 미쉘 린텔
- 토니 아바테마코

## 기타
- 원작자: 미첼 스미스
- 공동제작: 브라이언 R. 이팅
- 미술: 피터 캔터
- 의상: 제너 스턴
- Ass-PD: 테레스 린든 콘
- 배역: 조이 폴